# АЕС Ізар
АЕС Ізар (нім. Kernkraftwerk Isar) — колишня атомна електростанція Німеччини, що розташована в Нижній Баварії, за 14 км вниз за течією річки Ізар від міста Ландсхуту, в комуні Ессенбах. АЕС складається з двох технічно повністю відмінних енергоблоків на одній території. АЕС виробила за 2007 рік приблизно 19 051 ГВт-год, що склало близько трьох відсотків всієї електроенергії в Німеччині виробленої в тому ж році. На території АЕС також розташовані інформаційний центр, місцеве сховище ядерних відходів та своя пожежна охорона.
15 квітня 2023 року в рамках відмови від ядерної енергетики її було виведено з експлуатації 
.
Неподалік від першого ядерного енергоблоку знаходиться також Нідерайхбахська гідроелектростанція. При виході з ладу обох ліній в електромережу (лінії в 400 кВ для живлення електромережі та замінювальної лінії в 110 кВ) та генератору одного з двох енергоблоків, гідроелектростанція може бути відділена від електромережі і слугувати через пряме під'єднання як додаткове джерело аварійного живлення обох енергоблоків.
На території АЕС знаходилася колись також Нідерайхбахська АЕС, що вже повністю демонтована.
Перший енергоблок знаходиться на 100%, а другий — на 75% у власності E.ON. 25% другого енергоблоку належить Stadtwerke München.

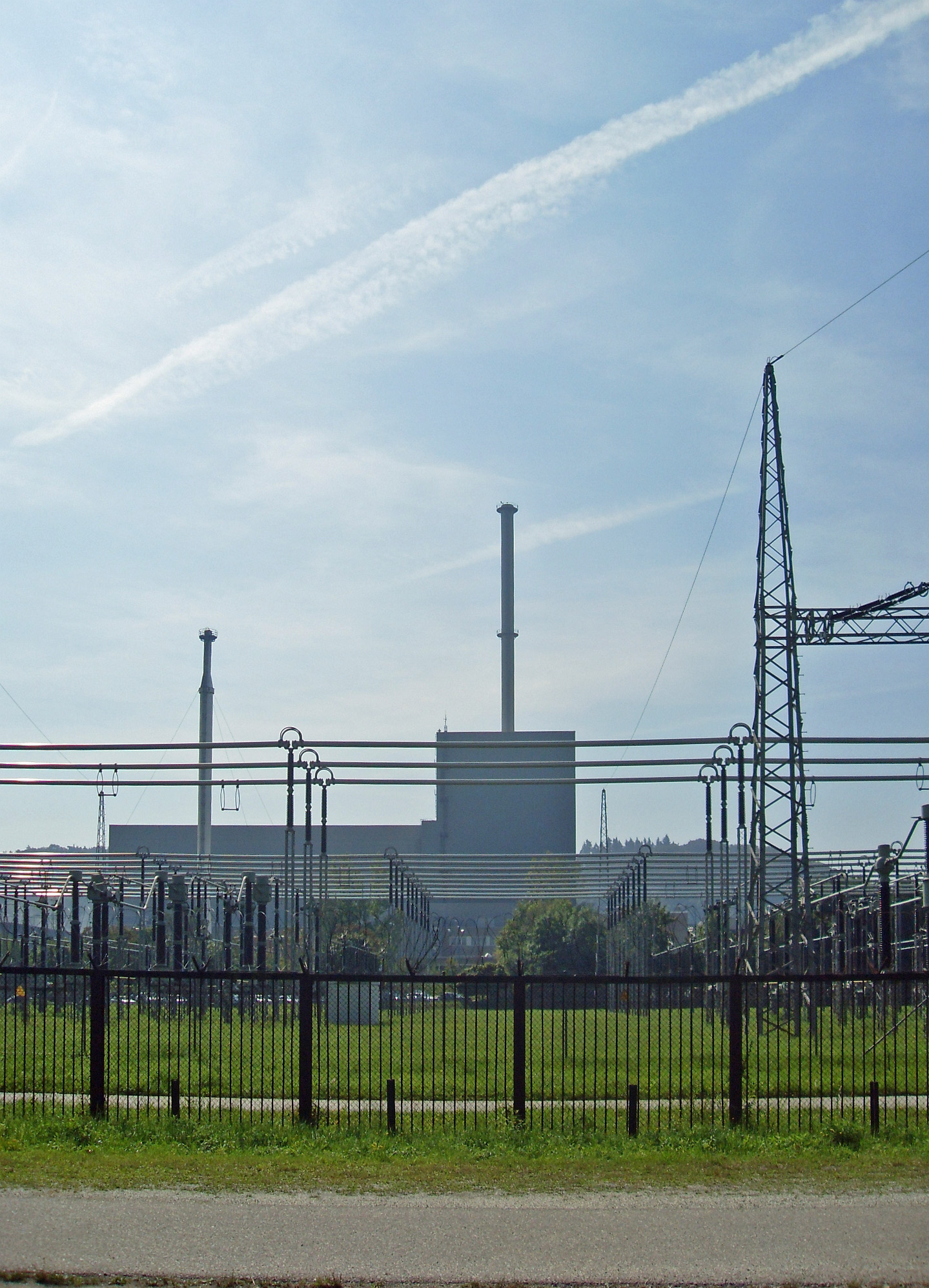
Перший блок Ізарської АЕС
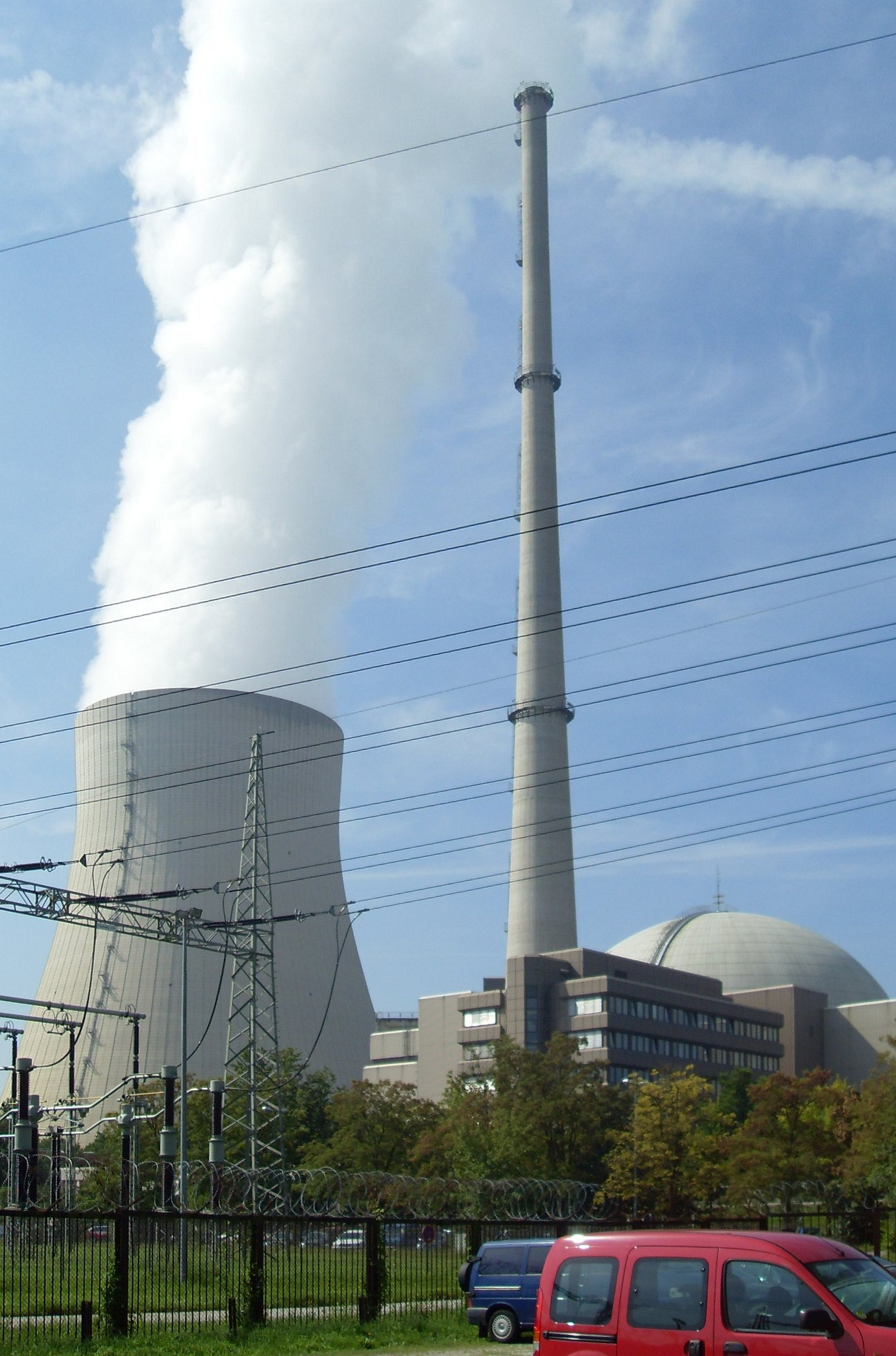
Другий блок Ізарської АЕС
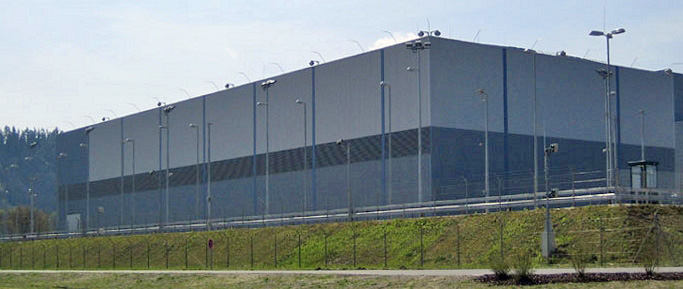
Місцеве сховище ядерних відходів Ізарської АЕС

## Дані енергоблоків
АЕС має два енергоблоки:
| Енергоблок     | Тип реактору                       | Нетто- потужність | Брутто- потужність | Початок будівництва | Синхронізація з електромережею | Комерційна експлуатація | Закриття       |
| -------------- | ---------------------------------- | ----------------- | ------------------ | ------------------- | ------------------------------ | ----------------------- | -------------- |
| Isar-1 (KKI 1) | киплячий ядерний реактор (BWR)     | 878 МВт           | 912 МВт            | 01.05.1972          | 03.12.1977                     | 21.03.1979              | (2011 рік)     |
| Isar-2 (KKI 2) | водо-водяний ядерний реактор (PWR) | 1410 МВт          | 1485 МВт           | 15.09.1982          | 22.01.1988                     | 09.04.1988              | 15 квітня 2023 |